# Rallye de Finlande 2014
Le 64e Rallye de Finlande est la 8e manche du Championnat du monde des rallyes 2014.
Ce rallye de Finlande se court autour de la ville de Jyväskylä sur 26 spéciales de 360,82 km.
Le Rallye est remporté par le pilote finlandais Jari-Matti Latvala sur Volkswagen Polo R WRC. Latvala est en tête de la course au soir de la première journée, le jeudi. Il conserve la tête le vendredi et le samedi, malgré un problème de frein. Avant la dernière journée, le dimanche, Latvala possède 3,4 secondes d'avance sur Sébastien Ogier. Latvala résiste finalement au retour d'Ogier pour remporter le rallye.

## Résultats

### Classement final
| Rang              | Pilote             | Copilote          | Numéro            | Voiture               | Écurie                      | Temps             | Écart             | Points            |
| Toutes catégories | Toutes catégories  | Toutes catégories | Toutes catégories | Toutes catégories     | Toutes catégories           | Toutes catégories | Toutes catégories | Toutes catégories |
| ----------------- | ------------------ | ----------------- | ----------------- | --------------------- | --------------------------- | ----------------- | ----------------- | ----------------- |
| 1.                | Jari-Matti Latvala | Miikka Anttila    | 2                 | Volkswagen Polo R WRC | Volkswagen Motorsport       | 2 h 57 min 23 s 2 | --                | 272               |
| 2.                | Sébastien Ogier    | Julien Ingrassia  | 1                 | Volkswagen Polo R WRC | Volkswagen Motorsport       | 2 h 57 min 26 s 8 | +3 s 6            | 213               |
| 3.                | Kris Meeke         | Paul Nagle        | 3                 | Citroën DS3 WRC       | Citroën Total Abu Dhabi WRT | 2 h 58 min 13 s 8 | +50 s 6           | 161               |
| 4.                | Andreas Mikkelsen  | Ola Fløene        | 9                 | Volkswagen Polo R WRC | Volkswagen Motorsport       | 2 h 59 min 15 s 7 | +1 min 52 s 5     | 12                |
| 5.                | Mikko Hirvonen     | Jarmo Lehtinen    | 5                 | Ford Fiesta RS WRC    | M-Sport WRT                 | 3 h 00 min 12 s 9 | +2 min 49 s 7     | 10                |
| 6.                | Juho Hänninen      | Tomi Tuominen     | 8                 | Hyundai i20 WRC       | Hyundai Motorsport          | 3 h 01 min 52 s 2 | +4 min 29 s 0     | 8                 |
| 7.                | Elfyn Evans        | Daniel Barritt    | 6                 | Ford Fiesta RS WRC    | M-Sport WRT                 | 3 h 02 min 49 s 0 | +5 min 25 s 8     | 6                 |
| 8.                | Hayden Paddon      | J. Kennard        | 20                | Hyundai i20 WRC       | Hyundai Motorsport          | 3 h 03 min 41 s 0 | +6 min 17 s 8     | 4                 |
| 9.                | Henning Solberg    | Ilka Minor        | 19                | Ford Fiesta RS WRC    | Henning Solberg             | 3 h 09 min 30 s 2 | +12 min 07 s 0    | 2                 |
| 10.               | Karl Kruuda        | Martin Jarveoja   | 36                | Ford Fiesta S2000     | Drive DMACK                 | 3 h 12 min 07 s 9 | +14 min 44 s 7    | 1                 |

3, 2, 1 : y compris les 3, 2 et 1 points attribués aux trois premiers de la spéciale télévisée (power stage).

### Spéciales chronométrées
| Étape                 | Spéciale | Heure   | Nom            | Distance | Vainqueur          | Temps         | Leader             |
| --------------------- | -------- | ------- | -------------- | -------- | ------------------ | ------------- | ------------------ |
| 1er jour (31 juillet) | ES1      | 16 h 08 | Lankamaa 1     | 23,44 km | Jari-Matti Latvala | 11 min 17 s 3 | Jari-Matti Latvala |
| 1er jour (31 juillet) | ES2      | 17 h 21 | Jouhtikylä     | 10,36 km | Jari-Matti Latvala | 5 min 02 s 5  | Jari-Matti Latvala |
| 1er jour (31 juillet) | ES3      | 19 h 07 | Lankamaa 1     | 23,44 km | Sébastien Ogier    | 11 min 11 s 2 | Jari-Matti Latvala |
| 1er jour (31 juillet) | ES4      | 20 h 30 | Harju 1        | 2,27 km  | Sébastien Ogier    | 1 min 46 s 1  | Jari-Matti Latvala |
| 2e jour (1er août)    | ES5      | 09 h 18 | Pihlajakoski 1 | 14,51 km | Jari-Matti Latvala | 6 min 45 s 9  | Jari-Matti Latvala |
| 2e jour (1er août)    | ES6      | 10 h 26 | Päijälä 1      | 23,38 km | Jari-Matti Latvala | 10 min 52 s 3 | Jari-Matti Latvala |
| 2e jour (1er août)    | ES7      | 11 h 24 | Kakaristo 1    | 20,51 km | Kris Meeke         | 10 min 37 s 0 | Jari-Matti Latvala |
| 2e jour (1er août)    | ES8      | 12 h 42 | Painaa 1       | 7,70 km  | Sébastien Ogier    | 3 min 51 s 3  | Jari-Matti Latvala |
| 2e jour (1er août)    | ES9      | 15 h 56 | Pihlajakoski 2 | 14,51 km | Sébastien Ogier    | 6 min 39 s 8  | Jari-Matti Latvala |
| 2e jour (1er août)    | ES10     | 17 h 04 | Päijälä 1      | 23,38 km | Jari-Matti Latvala | 10 min 38 s 3 | Jari-Matti Latvala |
| 2e jour (1er août)    | ES11     | 18 h 02 | Kakaristo 2    | 20,51 km | Jari-Matti Latvala | 10 min 22 s 1 | Jari-Matti Latvala |
| 2e jour (1er août)    | ES12     | 19 h 20 | Painaa 2       | 7,70 km  | Jari-Matti Latvala | 3 min 48 s 5  | Jari-Matti Latvala |
| 2e jour (1er août)    | ES13     | 20 h 30 | Harju 2        | 2,27 km  | Sébastien Ogier    | 1 min 46 s 3  | Jari-Matti Latvala |
| 3e jour (2 août)      | ES14     | 08 h 08 | Mökkiperä 1    | 13,84 km | Jari-Matti Latvala | 6 min 44 s 8  | Jari-Matti Latvala |
| 3e jour (2 août)      | ES15     | 09 h 06 | Jukojärvi 1    | 21,93 km | Jari-Matti Latvala | 10 min 15 s 3 | Jari-Matti Latvala |
| 3e jour (2 août)      | ES16     | 10 h 43 | Surkee 1       | 14,95 km | Jari-Matti Latvala | 7 min 58 s 9  | Jari-Matti Latvala |
| 3e jour (2 août)      | ES17     | 12 h 11 | Himos 1        | 4,45 km  | Sébastien Ogier    | 2 min 37 s 6  | Jari-Matti Latvala |
| 3e jour (2 août)      | ES18     | 12 h 44 | Leustu 1       | 10,01 km | Jari-Matti Latvala | 5 min 15 s 9  | Jari-Matti Latvala |
| 3e jour (2 août)      | ES19     | 15 h 20 | Mökkiperä 1    | 13,84 km | Jari-Matti Latvala | 6 min 40 s 7  | Jari-Matti Latvala |
| 3e jour (2 août)      | ES20     | 16 h 18 | Jukojärvi 1    | 21,93 km | Sébastien Ogier    | 10 min 09 s 4 | Jari-Matti Latvala |
| 3e jour (2 août)      | ES21     | 17 h 55 | Surkee 1       | 14,95 km | Sébastien Ogier    | 7 min 53 s 4  | Jari-Matti Latvala |
| 3e jour (2 août)      | ES22     | 19 h 23 | Himos 2        | 4,45 km  | Sébastien Ogier    | 2 min 35 s 4  | Jari-Matti Latvala |
| 3e jour (2 août)      | ES23     | 19 h 56 | Leustu 2       | 10,01 km | Sébastien Ogier    | 5 min 11 s 3  | Jari-Matti Latvala |
| 4e jour (3 août)      | ES24     | 09 h 25 | Ruuhimäki 1    | 6,79 km  | Jari-Matti Latvala | 3 min 16 s 7  | Jari-Matti Latvala |
| 4e jour (3 août)      | ES25     | 10 h 43 | Myhinpää       | 23,02 km | Sébastien Ogier    | 10 min 15 s 5 | Jari-Matti Latvala |
| 4e jour (3 août)      | ES26*    | 13 h 08 | Ruuhimäki 2    | 6,79 km  | Sébastien Ogier    | 3 min 16 s 0  | Jari-Matti Latvala |

* : Power stage, spéciale télévisée attribuant des points aux trois premiers pilotes

## Classement au championnat après l'épreuve

### Classement des pilotes
Selon le système de points en vigueur, les 10 premiers équipages remportent des points, 25 points pour le premier, puis 18, 15, 12, 10, 8, 6, 4, 2 et 1.
| Rang | Pilote              | Rallyes | Rallyes | Rallyes | Rallyes | Rallyes | Rallyes | Rallyes | Rallyes | Rallyes | Rallyes | Rallyes | Rallyes | Rallyes | Total points |
| Rang | Pilote              | MON     | SUE     | MEX     | POR     | ARG     | ITA     | POL     | FIN     | GER     | AUS     | FRA     | ESP     | GBR     | Total points |
| ---- | ------------------- | ------- | ------- | ------- | ------- | ------- | ------- | ------- | ------- | ------- | ------- | ------- | ------- | ------- | ------------ |
| 1er  | Sébastien Ogier     | 272     | 8       | 283     | 283     | 213     | 261     | 283     | 213     | -       | -       | -       | -       | -       | 187          |
| 2e   | Jari-Matti Latvala  | 133     | 272     | 202     | 2       | 261     | 172     | 111     | 272     | -       | -       | -       | -       | -       | 143          |
| 3e   | Andreas Mikkelsen   | 6       | 18      | 0       | 12      | 12      | 153     | 202     | 12      | -       | -       | -       | -       | -       | 95           |
| 4e   | Mads Østberg        | 12      | 183     | 2       | 161     | Ab      | 18      | Ab      | Ab      | -       | -       | -       | -       | -       | 66           |
| 5e   | Mikko Hirvonen      | Ab      | 131     | 51      | 18      | 42      | Ab      | 12      | 10      | -       | -       | -       | -       | -       | 62           |
| 6e   | Kris Meeke          | 161     | 1       | Ab      | Ab      | 15      | 0       | 6       | 161     | -       | -       | -       | -       | -       | 54           |
| 7e   | Thierry Neuville    | Ab      | 0       | 15      | 6       | 10      | 0       | 15      | Ab      | -       | -       | -       | -       | -       | 46           |
| 8e   | Elfyn Evans         | 8       | Ab      | 12      | 0       | 6       | 10      | 0       | 12      | -       | -       | -       | -       | -       | 42           |
| 9e   | Martin Prokop       | Ab      | Ab      | 10      | 8       | 4       | 8       | 1       | Ab      | -       | -       | -       | -       | -       | 31           |
| 10e  | Henning Solberg     | -       | 6       | -       | 10      | -       | 6       | 2       | 2       | -       | -       | -       | -       | -       | 26           |
| 11e  | Juho Hänninen       | -       | -       | -       | 4       | -       | Ab      | 8       | 8       | -       | -       | -       | -       | -       | 20           |
| 12e  | Bryan Bouffier      | 18      | -       | -       | -       | -       | -       | 0       | -       | -       | -       | -       | -       | -       | 18           |
| 13e  | Robert Kubica       | Ab      | 0       | Ab      | Ab      | 8       | 4       | 0       | 0       | -       | -       | -       | -       | -       | 12           |
| 14e  | Ott Tänak           | -       | 10      | 0       | Ab      | 0       | 0       | 0       | 0       | -       | -       | -       | -       | -       | 10           |
| 15e  | Beníto Guerra       | -       | -       | 8       | -       | -       | -       | -       | -       | -       | -       | -       | -       | -       | 8            |
| 16e  | Hayden Paddon       | -       | -       | -       | -       | -       | 0       | 4       | 4       | -       | -       | -       | -       | -       | 8            |
| 17e  | Chris Atkinson      | -       | -       | 6       | -       | -       | -       | -       | -       | -       | -       | -       | -       | -       | 6            |
| 18e  | Jaroslav Melicharek | 4       | -       | -       | -       | -       | 0       | -       | -       | -       | -       | -       | -       | -       | 4            |
| 19e  | Pontus Tidemand     | -       | 4       | -       | 0       | -       | -       | -       | -       | -       | -       | -       | -       | -       | 4            |
| 20e  | Nasser Al-Attiyah   | -       | -       | -       | 2       | 1       | Ab      | -       | -       | -       | -       | -       | -       | -       | 3            |
| 21e  | Lorenzo Bertelli    | 0       | 0       | 0       | 0       | 0       | 2       | -       | Ab      | -       | -       | -       | -       | -       | 2            |
| 22e  | Matteo Gamba        | 2       | -       | -       | -       | -       | -       | -       | -       | -       | -       | -       | -       | -       | 2            |
| 23e  | Craig Breen         | -       | 2       | -       | -       | -       | -       | -       | Ab      | -       | -       | -       | -       | -       | 2            |
| 24e  | Yuriy Protasov      | 1       | 0       | 1       | 0       | Ab      | 0       | -       | 0       | -       | -       | -       | -       | -       | 2            |
| 25e  | Karl Kruuda         | -       | 0       | -       | 0       | -       | 0       | Ab      | 1       | -       | -       | -       | -       | -       | 1            |
| 25e  | Jari Ketomaa        | -       | 0       | -       | 1       | 0       | -       | 0       | 0       | -       | -       | -       | -       | -       | 1            |
| 26e  | Khalid Al Qassimi   | -       | -       | -       | -       | -       | 1       | -       | -       | -       | -       | -       | -       | -       | 1            |

| Couleur | Résultat                                                         |
| ------- | ---------------------------------------------------------------- |
| Or      | Vainqueur                                                        |
| Argent  | 2e place                                                         |
| Bronze  | 3e place                                                         |
| Vert    | Classé, dans les points                                          |
| Bleu    | Classé, hors des points Non classé (Nc.)                         |
| Mauve   | Abandon (Ab.) Retrait (Re.)                                      |
| Noir    | Disqualifié (Dq.)                                                |
| Blanc   | N'a pas pris le départ (Np.) Forfait (Forf.) Épreuve annulée (A) |
| Aucune  | N'a pas participé (-)                                            |

3, 2, 1 : y compris les 3, 2 et 1 points attribués aux trois premiers de la spéciale télévisée (power stage).

### Classement des constructeurs
| Rang | Équipe                                   | Rallyes | Rallyes | Rallyes | Rallyes | Rallyes | Rallyes | Rallyes | Rallyes | Rallyes | Rallyes | Rallyes | Rallyes | Rallyes | Total points |
| Rang | Équipe                                   | MON     | SUE     | MEX     | POR     | ARG     | ITA     | POL     | FIN     | GER     | AUS     | FRA     | ESP     | GBR     | Total points |
| ---- | ---------------------------------------- | ------- | ------- | ------- | ------- | ------- | ------- | ------- | ------- | ------- | ------- | ------- | ------- | ------- | ------------ |
| 1er  | Volkswagen Motorsport                    | 37      | 35      | 43      | 29      | 43      | 40      | 35      | 43      | -       | -       | -       | -       | -       | 305          |
| 2e   | Citroën Total Abu Dhabi World Rally Team | 33      | 23      | 4       | 15      | 15      | 19      | 6       | 15      | -       | -       | -       | -       | -       | 130          |
| 3e   | M-Sport World Rally Team                 | 8       | 14      | 18      | 20      | 8       | 10      | 12      | 16      | -       | -       | -       | -       | -       | 106          |
| 4e   | Volkswagen Motorsport II                 | 10      | 16      | 2       | 12      | 12      | 12      | 18      | 12      | -       | -       | -       | -       | -       | 94           |
| 5e   | Hyundai Shell World Rally Team           | 0       | 8       | 23      | 14      | 10      | 2       | 23      | 8       | -       | -       | -       | -       | -       | 88           |
| 6e   | Jipocar Czech National Team              | 0       | 0       | 10      | 10      | 4       | 8       | 2       | 0       | -       | -       | -       | -       | -       | 34           |
| 7e   | RK M-Sport World Rally Team              | 0       | 4       | 0       | 0       | 8       | 6       | 1       | 2       | -       | -       | -       | -       | -       | 21           |
| 8e   | Hyundai MotorSport N                     | -       | -       | -       | 0       | -       | 4       | 4       | 4       | -       | -       | -       | -       | -       | 12           |